# Stela z Saba'a
Stela z Saba'a – kamienna stela z czasów panowania asyryjskiego króla Adad-nirari III (810–783 p.n.e.) odnaleziona w 1905 roku w Saba'a, na południe od gór Dżabal Sindżar w północnym Iraku. Obecnie zabytek ten znajduje się w zbiorach Muzeum Archeologicznego w Stambule (nr inwent. 2828).
Stela złamana jest w połowie, a jej powierzchnia w wielu miejscach uszkodzona i zatarta. Wysoki na 192 cm zabytek jest szerszy na dole (szerokość 50,5 cm u podstawy) i zwęża się nieco ku górze (szerokość 47 cm u szczytu). Górną część steli zajmuje przedstawienie reliefowe ukazujące asyryjskiego króla w otoczeniu symboli boskich, natomiast jej dolną część pokrywa inskrypcja klinowa. 
Tekst na steli zaczyna się dedykacją dla boga burzy Adada, po której wymienione zostaje imię króla Adad-nirari III wraz z jego tytułami i genealogią. Dalej opisana zostaje wyprawa wojenna Adad-nirari III do kraju Hatti, złożenie mu trybutu przez króla królestwa Damaszku oraz wzniesienie steli zwycięstwa w mieście Zabanni. Następnie przedstawiony zostaje wraz ze swymi tytułami Nergal-erisz, prowincjonalny gubernator Adad-nirari III, który w imieniu króla wzniósł stelę. Tekst kończy się prośbą Nergal-erisza skierowaną do bogów, aby ci ukarali wszystkich tych, którzy próbowaliby usunąć inskrypcję ze steli.
Tekst powstał prawdopodobnie w roku 797 p.n.e. lub później, gdyż jednym z tytułów noszonych w tekście przez Nergal-erisza jest tytuł gubernatora Hindanu, a z innych źródeł wiadomo, iż Hindanu dodane zostało dekretem królewskim do ziem zarządzanych przez Nergal-erisza właśnie w 797 r. p.n.e.